# Uvaria hookeri
Uvaria hookeri är en kirimojaväxtart som beskrevs av George King. Uvaria hookeri ingår i släktet Uvaria och familjen kirimojaväxter. Inga underarter finns listade i Catalogue of Life.